# هوغنوشك
هوغنوشك (بالنرويجية: Høgnorsk) أي «النرويجية العالية» أو «النرويجية العليا»، مصطلحٌ لأصناف من شَكْل اللغة النرويجية النينوشكية التي ترفض كل الإصلاحات الرسمية التي قُدّمت منذ إنشاء اللاندسمول. عادةً تقبل الهوغنوشك الإصلاحات الأولية التي - من بين أشياءَ أخرى - حذفت حروفاً معينة صامتة ذات أصلٍ تأثيليّ، في حين حافظت على معظم قواعد اللاندسمول سليمة.
غالباً ما يُنسب الفضل للبروفيسور تروليف هانّاس بتقديم مصطلح الـ«هوغنوشك» في مقالة في 1922. استخدمه على نحوٍ مماثل مع الألمانيّة العليا (Hochdeutsch)، استخدم المصطلح على نحوٍ مماثل للألمانية العليا (بالألمانية: Hochdeutsch)، مشيراً إلى إيفار آسن مبتكر قواعد الكتابة النينوشكية الذي كان يُجلّ بشكلٍ خاص لهجات المناطق الجبلية في وسط وغرب النرويج، خلافاً للهجات المناطق المنخفضة في شرق النرويج، والتي دعاها هاناس بالـ«فلاتنوشك» (بالنرويجية: flatnorsk) أي نرويجية السهول، على نحوٍ مماثل لـ«بلاتدويتش» (بالألمانية: Plattdeutsch) أي ألمانية السهول.
| النرويجية - Norsk                             |
| --------------------------------------------- |
| اللغه النرويجية                               |
| النحو · الأبجدية ·                            |
| بوكمول · نينوشك · ريكسمول ·                   |
| مجلس اللغة النرويجية · الأكاديمية النرويجية · |

اللغة النرويجية العليا المكتوبة متحدرة من اللغة النرويجية الجديدة المكتوبة (التي دعيت لاحقاً بلاندسمول)، التي تأسست على يد إيفار آسن والتي لاحقاً استخدمها مؤلفون كـ: آسموند أولافسون فينيه، وآرنه غاربورغ، وأولاف نيغارد، وأولاف هوكونسون هاوغه.
انبثقت حركة الهوغنوشك من معارضة لسياسية السامنوشك الرسمية والتي هدفت لتسوية الفروقات بين النينوشك والبوكمول. جرت هذه الإصلاحات لتلك الغاية بين 1938 و1958. بدايةً، كان هنالك مقاومة كبيرة ضد هذه الإصلاحات، ولكن اللغة المعيارية الناتجة مقبولة الآن على نطاقٍ واسع. الهوغنوشك حالياً مدعومة من قبل اتحاد إيفار آسن (Ivar Aasen-sambandet) والنشطاء خلف مولمانن (Målmannen)؛ إلا أن لديهما عددٌ قليل من المستخدمين النشطين.
أساس إتجاه اللغة النرويجية العليا هو الحفاظ على اللغة النرويجية الجديدة المكتوبة كلغةٍ مستقلة، خالية من تأثير البوكمول القوي الذي عند النرويجية الجديدة.

## روابط خارجية
- Mållekken، ويكيهوغنوشك.
- Høgnorskportalen sambandet.no، صفحة مصادر مع مئات من المقالات المكتوبة بالهوغنوشك.
- Tidskriftet Målmannen، مجلة تروج للهوغنوشك.
- Norsk Formlæra، قواعد لغة الهوغنوشك.
- Norsk Ordlista، معجم هوغنوشك.